# Megachile formosa
Megachile formosa är en biart som först beskrevs av Pasteels 1970.  Megachile formosa ingår i släktet tapetserarbin, och familjen buksamlarbin. Inga underarter finns listade i Catalogue of Life.